# Circuitul Estoril
Circuitul Estoril este un circuit de curse auto din Portugalia.